# رسائل حب للرجال العظماء
رسائل حب للرجال العظماء، المجلد. 1 (بالإنجليزية: Love Letters of Great Men)‏ مُختارات من الرسائل الرومانسية كتبها شخصيّات تاريخيّة بارزة. لعب الكتاب دورًا رئيسيًّا في حبكة الفيلم الأمريكي الجنس والمدينة.
يتضمن الكتاب رسائل حب كتبها الشاعر الروماني أوفيد، والمستكشف السير والتر رالي، والكاتب يوهان غوته، والروائي ناثانيال هاوثورن، والشاعر روبرت براونينغ، وكاتب القصة القصيرة إدغار آلان بو، والروائي مارك توين، وعالم الرياضيات لويس كارول، والفيزيائي بيار كوري، والكاتب المسرحي جورج برنارد شو، والمغامر جاك لندن، والأدميرال روبرت إدوين بيري، والرئيس وودرو ويلسون، والشاعر جورج غوردون بايرون، والشاعر جون كيتس، والفيلسوف فولتير، والملك هنري الثامن ملك إنجلترا، والرئيس جورج واشنطن، وإمبراطور فرنسا نابليون بونابرت، والرسام فينسنت فان خوخ، والملحن فولفغانغ أماديوس موزارت والملحن لودفيج فان بيتهوفن بالإضافة لآخرين. كما يتضمن معلومات عن السيرة الذاتية للكتاب والمستلمين والظروف والعلاقات التي أدت إلى الرسائل وتفسيرات لما حدث في السنوات التالية للمراسلات.
كان كتاب رسائل الحب التي كتبها رجال عظماء عبر التاريخ في الأصل كدعم لفيلم الجنس والمدينة، ولكن نُشر استجابة لطلب المعجبين. الفيلم الذي يظهر تمامًا كما في الفيلم من تأليف جون سي كيركلاند وعُرض في 12 مايو 2008، وهو نفس تاريخ عرض الفيلم لأول مرة. صُنّف الكتاب ضمن أفضل 250 كتابًا مبيعًا في الكتب على أمازون، وكان الكتاب الأول في الأدب والخيال في كل من فئتي الرسائل والمراسلات والشعر في سبتمبر 2008، وهو الشهر الذي تم فيه إصدار قرص DVD الخاص بالفيلم. في 25 نوفمبر 2008، نشرت مطبعة سانت مارتن كتابًا بعنوان رسائل حب الرجال العظماء حررته أورسولا دويل، والتي تقول إنه مستوحى أيضًا من فيلم الجنس والمدينة.

## روابط خارجية
- الموقع الرسمي